# Florent Da Silva
Florent Sanchez Da Silva (Vaulx-en-Velin, 2 aprile 2003) è un calciatore francese, centrocampista dell'Orléans.

## Carriera

### Club
Cresciuto nel settore giovanile dell'Olympique Lione, debutta in prima squadra il 6 febbraio 2021 in occasione dell'incontro di Ligue 1 vinto per 3-0 contro lo Strasburgo.
Nel gennaio del 2023 passa in prestito al Volendam in Eredivisie. Il 14 gennaio segna il suo primo gol in questo campionato, realizzando nei minuti finali del match casalingo contro il RKC Waalwijk la rete del definitivo 2-1.

### Nazionale
Il suo percorso nella nazionali giovanili inizia debuttando con l'Under-16 e prosegue con l'Under-19.
Il 10 maggio 2023 è stato incluso dal selezionatore Landry Chauvin nella lista dei convocati della nazionale Under-20 per partecipare al Mondiale di categoria in Argentina.

## Statistiche

### Presenze e reti nei club
Statistiche aggiornate al 4 giugno 2023.
| Stagione                 | Squadra                  | Campionato               | Campionato | Campionato | Coppe nazionali | Coppe nazionali | Coppe nazionali | Coppe continentali | Coppe continentali | Coppe continentali | Altre coppe | Altre coppe | Altre coppe | Totale | Totale |
| Stagione                 | Squadra                  | Comp                     | Pres       | Reti       | Comp            | Pres            | Reti            | Comp               | Pres               | Reti               | Comp        | Pres        | Reti        | Pres   | Reti   |
| ------------------------ | ------------------------ | ------------------------ | ---------- | ---------- | --------------- | --------------- | --------------- | ------------------ | ------------------ | ------------------ | ----------- | ----------- | ----------- | ------ | ------ |
| 2019-2020                | Olympique Lione 2        | N2                       | 3          | 0          |                 | -               | -               |                    | -                  | -                  |             | -           | -           | 3      | 0      |
| 2020-2021                | Olympique Lione 2        | N2                       | 8          | 0          |                 | -               | -               |                    | -                  | -                  |             | -           | -           | 8      | 0      |
| 2020-2021                | Olympique Lione          | L1                       | 1          | 0          | CF              | -               | -               |                    | -                  | -                  |             | -           | -           | 1      | 0      |
| gen.-giu. 2022           | Villefranche             | N                        | 14+1       | 0          | CF              | -               | -               |                    | -                  | -                  |             | -           | -           | 15     | 0      |
| set.-dic. 2022           | Olympique Lione 2        | N2                       | 6          | 0          |                 | -               | -               |                    | -                  | -                  |             | -           | -           | 6      | 0      |
| Totale Olympique Lione 2 | Totale Olympique Lione 2 | Totale Olympique Lione 2 | 17         | 0          |                 | -               | -               |                    | -                  | -                  |             | -           | -           | 17     | 0      |
| gen.-giu. 2023           | Volendam                 | ED                       | 13         | 1          | CO              | 0               | 0               |                    | -                  | -                  |             | -           | -           | 13     | 1      |
| Totale carriera          | Totale carriera          | Totale carriera          | 46         | 1          |                 | 0               | 0               |                    | -                  | -                  |             | -           | -           | 46     | 1      |